# Deževka
La Deževka (en serbe cyrillique : Дежевка) est une rivière de Serbie. Elle est un affluent gauche de la Raška. Sa longueur est de 22 km.
La Deževka appartient au bassin versant de la mer Noire. La rivière n'est pas navigable.

## Parcours
La Deževka prend sa source au pied du mont Crni Vrh (1 796 m), dans le massif de Golija, et elle oriente sa course en direction du sud-est. La rivière passe à Vranovina puis à Mitrova Reka, avant de jeter dans la Raška près de l'église Saint-Pierre de Ras, au nord de Novi Pazar. Pendant toute sa course, elle est longée par une route régionale qui part du village de Plešin, dans la municipalité de Raška, passe à Tunovo et Deževa avant de rejoindre une route qui longe la rivière Raška au nord de Novi Pazar.